# Sven Lindemann
Sven Lindemann (* 23. April 1978 in Chur) ist ein ehemaliger Schweizer Eishockeyspieler, der im Verlauf seiner aktiven Karriere vorwiegend für die Kloten Flyers in der National League A auf der Position des rechten Flügelstürmers gespielt hat.

## Karriere
Der in Arosa aufgewachsene Sven Lindemann begann seine Karriere beim EHC Arosa, wo er bis 1997 spielte. Danach folgten kurze Gastspiele beim EHC Chur in der Nationalliga B und EHC Bülach. Als 19-Jähriger stieß er zu den Kloten Flyers in die Nationalliga A. In Kloten wurde er mit der Zeit zu einem Publikumsliebling. Zur Saison 2010/11 unterzeichnete er einen Vertrag beim EV Zug und spielte bis zum Ende der Saison 2013/14 für den Verein. Anschließend wechselte er zu den SCL Tigers in die National League B.
Zur Saison 2017/18 wechselte er zu den SC Rapperswil-Jona Lakers in die Swiss League. Nach der Saison 2018/19 beendete er seine aktive Karriere.

### International
Lindemann vertrat sein Heimatland auf Juniorenebene bei der U18-Junioren-Europameisterschaft 1996 und der Junioren-Weltmeisterschaft 1998, die für die Schweizer mit dem Gewinn der Bronzemedaille endete.

## Erfolge und Auszeichnungen
- 1998 Bronzemedaille bei der Junioren-Weltmeisterschaft
- 2015 Meister der National League B mit den SCL Tigers
- 2018 Meister der Swiss League mit den SC Rapperswil-Jona Lakers
- 2018 Schweizer Cup-Sieger mit den SC Rapperswil-Jona Lakers
- 2018 Aufstieg in die National League mit den SC Rapperswil-Jona Lakers

## Familie
Sven Lindemann ist der Sohn der EHC-Arosa-Legende Guido Lindemann, der Neffe von Markus Lindemann und der Bruder von Kim Lindemann. Die Söhne Kevin Lindemann und Colin Lindemann sind ebenfalls professionelle Eishockeyspieler.